# Zygoballus sexpunctatus
Zygoballus sexpunctatus är en spindelart som först beskrevs av Nicholas Marcellus Hentz 1845.  Zygoballus sexpunctatus ingår i släktet Zygoballus och familjen hoppspindlar. Inga underarter finns listade i Catalogue of Life.

## Bildgalleri

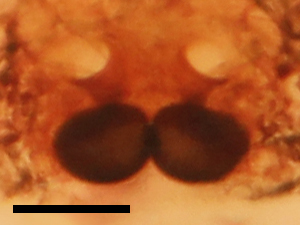